# Râul Lisa
Râul Lisa este afluent al râului Sâmbăta în județul Brașov. Se formează la confluența brațelor Valea Jelealului și Valea Pleșii.
Riul Lisa este format din Valea Plesii; ce izvoraste de sub partea vestica a Vf. Trasnita, din locul numit Izvoarele Plesii si din valea Jeleajului ce izvoraste de sub Vf.Cataveiul Mare(2287m), cu afluientii sai pariul Tiganului, Ferecatul; cele doua piriuri se intilnesc in zona numita Padina si formeaza Raul Lisa, care are ca afluienti Cricovul Pariul Balii, iar in aval, Dumbraghita si  Cocoroasa si se varsa in Raul Sambata, care este afluentul Oltului.

## Hărți
- Harta Județului Brașov
- Harta Munții Făgăraș  Arhivat în 8 septembrie 2013, la Wayback Machine.
- Harta Munții Făgăraș Est